# پادی
پادی (به صربی: Padej) یک منطقهٔ مسکونی در صربستان است که در Čoka Municipality واقع شده‌است. پادی ۷۸٫۳ کیلومتر مربع مساحت و ۲٬۳۷۶ نفر جمعیت دارد و ۸۲ متر بالاتر از سطح دریا واقع شده‌است.